# علاء الأسواني
علاء الأسواني (مواليد 26 مايو 1957) هو كاتب وطبيب أسنان وناشط سياسي مصري، حاز على العديد من الجوائز العالمية في الأدب وتُرجمت رواياته لأكثر من 37 لغة مختلفة ونشرت في أكثر من مائة دولة، كتب العديد من الروايات أشهرها «عمارة يعقوبيان»، كما عرف عنه كونه معارضا للنظام المصري ويكتب مقالا أسبوعيا بجريدة دويتشه فيله الألمانية يتناول فيه القضايا السياسية والإجتماعية.

## نشأته
ولد علاء الأسواني في 26 مايو 1957، كانت أمه زينب من عائلة أرستوقراطية حيث كان عمها وزيراً للتعليم قبل ثورة يوليو. والده عباس الأسواني، جاء من أسوان إلى القاهرة عام 1950، حيث كان كاتباً، وروائياً، ومحامياً، وكان يكتب مقالات في روز اليوسف تحت عنوان أسوانيات، وحصل عام 1972 على جائزة الدولة التقديرية للرواية والأدب.

## سيرته المهنية
أتم دراسة الثانوية في مدرسة الليسيه الفرنسية في مصر. حصل على البكالوريوس من كلية طب الفم والأسنان جامعة القاهرة عام 1980 وحصل على شهادة الماجستير في طب الأسنان من جامعة إلينوي في شيكاغو بالولايات المتحدة الأمريكية 1985. وقد باشر عمله في عيادته بحي جاردن سيتي، كما تعلم الأسواني الأدب الإسباني في مدريد. ويتقن الأسواني أربع لغات: العربية، الإنجليزية، الفرنسية، والإسبانية.[بحاجة لمصدر] وعمل كأستاذ زائر في كلية بارد عام 2017 وفي كلية دارتموث عام 2019.
في 2002 نشرت روايته «عمارة يعقوبيان»، وهي الأكثر مبيعا على الإطلاق في العالم العربي حيث بيعت نسختها الأولى في أربعة أسابيع، وكانت الأكثر مبيعاً في العالم العربي لمدة خمس سنوات متتالية، حيث باعت 250.000 نسخة في منطقة نادراً ما يتجاوز عدد النسخ المطبوعة فيها 3000 نسخة، وتُرجمت إلى أكثر من 30 لغة، وبيعت 75000 نسخة من الطبعة البريطانية، إلا أن تحويل رواية «عمارة يعقوبيان» إلى فيلم ناجح شارك فيه أكبر نجوم السينما مثل عادل إمام ونور الشريف، ومن ثم تحويلها إلى مسلسل تلفزيوني، ساهم في زيادة شعبية الرواية، وهذا النجاح شجعه على نشر مجموعته القصصية الأولى “نيران صديقة” في عام 2004، حتى أنه قال في مقدمة «نيران صديقة»: «حينها إبتدأ الناشرون يضغطون عليّ لأعطيهم أي شئ كتبته».
في 2007، نُشرت روايته «شيكاجو»، وحققت نجاحا كبيرا أيضًا، فبعد أكثر من 5000 ترشيح فازت رواية «شيكاغو» بلقب «الرواية المفضلة في الإمارات» متفوقة على روايات عالمية كرواية «المليونير المتشرد» و«شيفرة دافينشي». وفي 2013، نشرت روايته نادي السيارات التي حققت نجاحا بدورها
ترجمت روايات الأسواني لأكثر من 37 لغة مختلفة ونشرت في أكثر من مائة دولة، كما كان من بين الأسماء المرشحة للمنافسة على جائزة نوبل في الأدب لعام 2011، (من اللغات التي ترجم إليها: الأرمنية، البوسنية، البلغارية، القشتالية، الصينية، الكرواتية، الدنماركية، الهولندية، الإنجليزية، الإستونية،الفنلندية، الفرنسية، الجاليكية، الألمانية، اليونانية، العبرية، الأيسلندية، الإيطالية، اليابانية، الكورية، الماليزية، النرويجية، البولندية، البرتغالية، الرومانية، الروسية، الصربية، السلوفاكية، السلوفينية، الإسبانية، والسويدية، والتركية).

## أعماله

### روايات
- 1990: أوراق عصام عبد العاطي
- 2002: عمارة يعقوبيان
- 2007: شيكاجو
- 2013: نادي السيارات
- 2018: جمهورية كأن
- 2024: الأشجار تمشي في الاسكندرية، مؤسسة نوفل، بيروت.[18]

### قصص قصيرة
- 1990: الذي اقترب ورأى
- 1998: جمعية منتظري الزعيم
- 2004: نيران صديقة

### مجموعات المقالات
- 2007: حادث مؤسف لضابط امن دولة
- 2010: لماذا لا يثور المصريون؟
- 2010: هل نستحق الديموقراطية؟
- 2010: مصر على دكة الاحتياطي
- 2011: عن الدولة المصرية
- 2012: هل أخطأت الثورة المصرية؟
- 2013: كيف نصنع الديكتاتور؟
- 2014: الديكتاتورية والتطرف الديني (بالفرنسية)
- 2015: الديمقراطية هي الحل (بالإنجليزية)
- 2016: من يجرؤ على الكلام؟

### مقالات شهرية/أسبوعية
- مقالا أسبوعيا عن الأدب في جريدة الشعب
- مقالا شهريا بجريدة العربي الناطقة بلسان الحزب العربي الديمقراطي الناصري منذ 2004
- مقالاً أسبوعيًا في جريدة الدستور
- مقالاً أسبوعيًا في جريدة الشروق (من 11 فبراير 2009 حتى 19 أكتوبر 2010).
- مقالا أسبوعيا في جريدة المصري اليوم (من 1 مارس 2011 حتى 16 يونيو 2014).[19]
- مقالا أسبوعيا في جريدة دويتشه فيله باللغة الألمانية والعربية (من 24 مايو 2016 حتى الآن)[8]

تمت ترجمة العديد من مقالاته ونشرها في الصحف الدولية الكبرى مثل: لوموند، الباييس، الجارديان، ذي إندبندنت، وجرائد آخرى. وقد كتب مقالات في صحف عالمية أخرى مثل: لا ريبوبليكا، وفاينانشال تايمز، وذا أوبزرفر، ونيويورك تايمز، كما ينظم الأسواني ندوة اسبوعية يعرض فيها آراءه السياسية ويستعرض بعض المؤلفات الروائية.

## جوائزه
حصل الأسوانى على العديد من الجوائز الإقليمية والدولية، ومنها:
- 2005:  السعودية جائزة باشرحيل للرواية العربية.
- 2005:  اليونان جائزة كفافى للنبوغ الأدبي.
- 2006:  فرنسا الجائزة الكبرى للرواية من مهرجان تولون.
- 2007:  إيطاليا جائزة الثقافة من مؤسسة البحر المتوسط في نابولي.
- 2007:  إيطاليا جائزة جرينزانى كافور للرواية في تورينو (أرفع جائزة إيطالية للأدب المترجم).
- 2008:  النمسا جائزة برونو كرايسكى لحقوق الإنسان (تسلمها من رئيس وزراء النمسا).[20]
- 2008:  ألمانيا جائزة فريدريش روكيرت وهو أول أديب يحصل عليها في العالم، حيث أنها نظمت للمرة الأولى.
- 2010:  الولايات المتحدة جائزة الإنجاز من جامعة الينوي (أرفع جائزة تمنحها الجامعة لخريجيها).
- 2011:  كندا جائزة الماجدي بن ظاهر للأدب العربى من مؤسسة «بلومتروبوليس» في مونتريال.[21]
- 2012:  إيطاليا جائزة تيزيانو تيرزاني الأدبية.[22]
- 2012:  إيطاليا جائزة البحر الأبيض المتوسط للثقافة.
- 2012:  ألمانيا جائزة يوهان فيليب بالم لحرية التعبير.[23]
- 2016:  فرنسا وسام الفنون والآداب الفرنسي رتبة فارس.[24]
- 2019:  فرنسا جائزة جاك أوديبرتي الأدبية.[25]

علاء الأسواني هو أول مصري يحصل على جائزة برونو كرايسكي التي فاز بها المناضل الإفريقي نيلسون مانديلا وتلاه الناشط الفلسطيني الراحل فيصل الحسيني. وهو أيضاً أول مصري وعربي يحصل على جائزة الإنجاز من جامعة أمريكية (جامعه الينوي) لعام 2010 وهي أرفع جائزة تمنحها الجامعة لخريجيها، وهي تمنح لخريج الجامعة الذي يحقق إنجازا استثنائيا فريدا على المستوى الوطني أو العالمي. من ضمن ستمائة ألف خريج أتموا دراستهم في جامعة إلينوي لم يفز بالجائزة إلا عدد قليل من الخريجين وهو الفائز رقم 43 في تاريخ الجامعة.

### تقديرات شرفية
- 2006 اختارت جريدة نيوزداي رواية «عمارة يعقوبيان» كأفضل رواية مترجمة في الولايات المتحدة لعام 2006[28]
- 2007 اختارته جريدة التايمز البريطانية واحدًا من أهم خمسين روائيًا في العالم وترجمت أعمالهم إلى اللغة الإنجليزية خلال الخمسين عامًا الماضية[17]
- 2007 اختير كأبرز شخصية أدبية في العالم العربي في استطلاع قناة العربية،[29]
- 2010 اختير من معرض الكتاب الدولي في باريس كواحد من أهم ثلاثين روائيا غير فرنسي في العالم[29]
- 2011 اختارته مجلة فورين بوليسي في المرتبة الأولى على رأس قائمة أكثر 100 مفكر نفوذاً في العالم[30]
- 2013 لقب الشخصية الأكثر تأثيرًا في مجال الثقافة من استفتاء جريدة المصري اليوم[31]
- اختير رئيسًا شرفيًا لمهرجان (بلويس) الأدبى في فرنسا، وهو المصرى الوحيد الذي اختير ليكون رئيسا شرفيا لمهرجان أدبي دولي في فرنسا[32]
- وصفته جريدة «ذا أوبزيرفر» البريطانية كذلك بأنه «من أندر أنواع الأدباء» الذي تتمتع أعماله برواج مذهل.[17]
- وُضع اسمه وسيرته الذاتية في موسوعة بريتانيكا الشهيرة.[33]

## دوره السياسي
بروز دور علاء الأسواني السياسي لا يقل عن بروز دوره الأدبي، فقد عُرف عنه كونه معارضا لكل الأنظمة التي عاصرها في مصر واصفا إياها إما بالفاشية العسكرية أو بالفاشية الدينية، داعيا إلى دولة مدنية ديمقراطية يُفصل فيها الدين والجيش عن الحياة السياسية داخل الدولة.

### خلال فترة حكم مبارك
كان معارضا لنظام حسني مبارك، حيث كان عضوا في حركه كفاية المعارضة في مصر، وكان من أوائل المشاركين في ثورة 25 يناير المناهضة لنظام مبارك، وبعد تنحي مبارك حدثت مشادة بين الأسواني ورئيس الوزراء المعين من قبل مبارك آنذاك أحمد شفيق على الهواء مباشرة على قناة أون تي في مما تسببت في استقالة الأخير لاحقا بعد اللقاء بعدة ساعات.

### خلال فترة حكم المجلس العسكري
برغم مدحه لدور المجلس العسكري بعد تنحي حسني مبارك واصفا إياه بالوقوف في صف الشعب، لكن سرعان ما انتقد سياساته وحمله مسؤولية العديد من الانتهاكات والأحداث الدامية التي حدثت خلال فترة توليه شؤون البلاد مثل: فض اعتصام 9 مارس، وقضية كشوف العذرية، والمحاكمات العسكرية للمدنيين، وأحداث ماسبيرو، وأحداث محمد محمود، وأحداث مجلس الوزراء
كما انتقد خلال تلك الفترة حزب الإخوان المسلمين وتيارات الإسلام السياسي وإتهمهم بأنهم خانوا الثورة وعقدوا صفقة مع المجلس العسكري، فلم يعترضوا على الجرائم المسؤول عنها المجلس العسكري في 2011، بل نزلوا ميدان التحرير بعد كل تلك الأحداث في 25 يناير 2012 ليحتفلوا بنجاح الثورة وفوزهم بثلثي مقاعد البرلمان المصري بدلا من مطالبة المجلس العسكري بالتنحي ومحاكمة المسؤولين.

### خلال فترة حكم محمد مرسي
لم يدعم علاء الأسواني محمد مرسي في إنتخابات الرئاسة المصرية 2012 بل دعا إلى مقاطعتها لأنها غير نزيهة بحسب رأيه، ولكنه ذكر بعد فوز محمد مرسي بانتخابات الرئاسة أن «أمامه فرصة ليكفر عن أخطاء الإخوان خلال الفترة السابقة» بحسب وصفه، ولكن سرعان أصبح لاحقا معارضا لنظام محمد مرسي وجماعة الإخوان المسلمين، خاصة بعد الإعلان الدستوري الذي أصدره الرئيس محمد مرسي واصفا إياه بأنه «دهس القانون بحذائه»، وحمَّل جماعة الإخوان والرئيس مرسي مسؤولية أحداث الاتحادية، كما شارك الأسواني في مظاهرات 30 يونيو المناهضة لحكم الرئيس مرسي.

### خلال فترة حكم السيسي
لا يزال الأسواني معارضا لنظام عبد الفتاح السيسي بل ووصفه بالنظام الأسوأ على الإطلاق والأكثر انتهاكا لحقوق الإنسان، عام 2016 قال الأسواني أنه ممنوع من الكتابة الصحفية أو الظهور في القنوات التليفزيونية في مصر منذ عام ونصف، مؤكدا أن المنع عملي لكنه ليس رسميا. وعام 2018 قال إنه تعرض لـمضايقات في مطار القاهرة الدولي لمدة ساعتين قبل السماح له بالسفر وتشن «حملة شرسة لتشويه سمعته» حسب تعبيره، وقد حظرت روايته التي نشرت عام 2018 تحت اسم «جمهورية كأن» داخل مصر، ورُفعت دعوى إلى القضاء العسكري ضده عام 2019 على خلفية مقال له في صحيفة دويتشه فيله الألمانية نشر في 13 آذار/مارس، انتقد فيه التعديلات الدستورية وكذلك الرئيس المصري عبد الفتاح السيسي وتعيينه عسكريين في مناصب مدنية لمشاريع بنى تحتية، واصفاً السيسي بالدكتاتور وذلك حسب وصف رافع الدعوى.

## ترجمة عمارة يعقوبيان إلى العبرية
في أكتوبر 2010، قام المركز الإسرائيلي الفلسطيني للدراسات والبحوث بترجمة رواية عمارة يعقوبيان، بينما نشر كتبه في إسرائيل لموقفه المعادي للتطبيع معها. واتهم الأسواني مركز البحوث بالسرقة والقرصنة، وقام بتقديم شكوى للإتحاد الدولي للناشرين.

## انتقادات
أثار الكاتب المصري علاء الأسواني ضجة واسعة على مواقع التواصل الاجتماعي بعد نشر إذاعة تابعة لجيش الاحتلال الإسرائيلي حوارا مطولا معه، تحدث فيه عن أعماله الأدبية وعدد من الأمور السياسية، في حين نفى نفى الكاتب ما تم تداوله حول تصريحاته لإذاعة الاحتلال الإسرائيلي العبرية، مؤكدًا الحقيقة وراء ذلك. وقال الأسواني عبر حسابه الرسمي على تويتر: «لم أدل بأي تصريحات لوسيلة إعلام إسرائيلية». وأوضح أن الحديث الذي تم تداوله كان مع وكيله الأدبي في لندن، شارلز بوشان، بمناسبة إصدار الطبعة العبرية من روايته «جمهورية كأن». وأشار الأسواني إلى أنه كان من الواجب على أي صحفي إسرائيلي نشر كلامه أن يذكر مصدره، وأرفق رابطًا للمحادثة مع وكيله الأدبي كدليل على صحة كلامه. وكانت إذاعة الاحتلال قد بثت لقاء مسجلاً بصوت الأسواني، حيث تحدث باللغة الإنجليزية وقال: «الثورة في مصر مستمرة، لكن أي ثورة تحتاج إلى وقت، ونحن بحاجة للانتظار، والوقت يعمل لصالحنا». كما تحدث عن الاتهامات التي وجهها مؤيدو الرئيس عبد الفتاح السيسي له، بتشويه سمعة مصر من خلال كتاباته، وخاصة في روايته الأخيرة «جمهورية كأن».

## وصلات خارجية
- مقالات علاء الأسواني بجريدة الشروق (من 11 فبراير 2009 حتى 19 أكتوبر 2010)، العدد: 83 مقال
- مقالات علاء الأسواني بجريدة المصري اليوم (من 1 مارس 2011 حتى 16 يونيو 2014) العدد: 86 مقال
- مقالات علاء الأسواني بجريدة دويتشه فيله (من 24 مايو 2016 حتى الآن)
- صفحة الكاتب على موقع أبجد
- علاء الأسواني على موقع IMDb (الإنجليزية)
- علاء الأسواني على موقع الموسوعة البريطانية (الإنجليزية)
- علاء الأسواني على موقع مونزينجر (الألمانية)
- علاء الأسواني على موقع الدهليز
- علاء الأسواني على موقع قاعدة بيانات الأفلام العربية
- علاء الأسواني على موقع ألو سيني (الفرنسية)
- علاء الأسواني على موقع قاعدة بيانات الفيلم (الإنجليزية)
- علاء الأسواني على موقع كينوبويسك (الروسية)